# Тереза Фрассінетті
Тереза Фрассінетті (італ. Teresa Frassinetti, нар. 24 грудня 1985, Генуя, Італія) — італійська ватерполістка, срібна призерка Олімпійських ігор 2016 року.

## Виступи на Олімпіадах
| Олімпіада           | Дисципліна | Місце |
| ------------------- | ---------- | ----- |
| Пекін 2008          | водне поло | 6     |
| Лондон 2012         | водне поло | 7     |
| Ріо-де-Жанейро 2016 | водне поло | 2     |

## Зовнішні посилання
- Тереза Фрассінетті — олімпійська статистика на сайті Sports-Reference.com (англ.) (архівна версія)